# Moc (kniha)
Moc je duchovní kniha z roku 2010, kterou napsala Rhonda Byrneová. Jedná se o pokračování knihy Tajemství z roku 2006. 
Kniha byla vydána 17. srpna 2010 spolu s audioknihou. Velká část knihy popisuje, jak Byrneová vítá každý požehnaný okamžik s láskou a vděčností. Kniha je založena na zákonu přitažlivosti a tvrdí, že pozitivní myšlení může vytvářet výsledky, které mění život plný štěstí, zdraví a bohatství. Byrneová to popisuje jako základní univerzální zákon podobný gravitaci.